# Ingeborg Schmitz
Ingeborg Schmitz, född 22 april 1922 i Berlin, är en tysk före detta simmare.
Schmitz blev olympisk silvermedaljör på 4 x 100 meter frisim vid sommarspelen 1936 i Berlin.